# Amphilophium paniculatum
Amphilophium paniculatum là một loài thực vật có hoa trong họ Chùm ớt. Loài này được (L.) Kunth mô tả khoa học đầu tiên năm 1818.